# Allen M. Sumnerklasse
De Allen M. Sumnerklasse was een klasse van torpedobootjagers die werd gebouwd door de Amerikaanse marine tijdens de Tweede Wereldoorlog.
De kiel van het eerste schip werd neergelegd in juli 1943, waarbij de laatste te water werd gelaten in december 1944. In die periode bouwde de VS 58 Allen M. Sumnerklasse destroyers. De Sumnerklasse, zoals de klasse kortweg werd genoemd, was gebaseerd op de voorgaande Fletcherklasse, waarin jagers gebouwd werden van 1941 tot 1944. Naast de 3 dubbelloops 5" kanonnen, hadden de Sumners twee roeren, waardoor ze beter te manoeuvreren waren tijdens anti-onderzeeboot operaties in vergelijking tot de Fletchers.